# Berwickshire Coastal Path

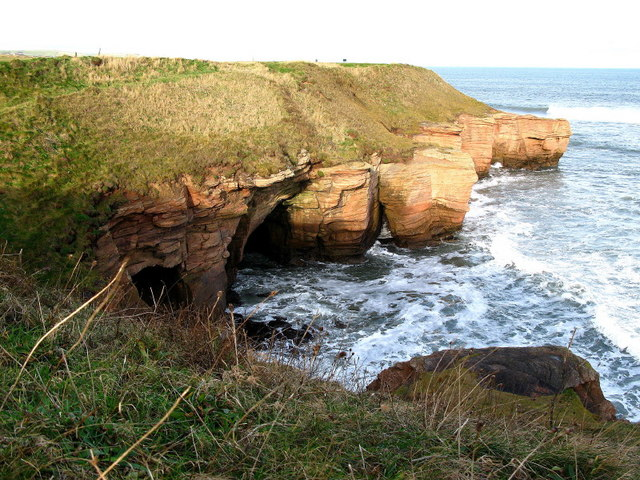

Het Berwickshire Coastal Path is een langeafstandswandelpad (Great Trail) in Berwickshire in Schotland. Het pad werd geopend in 2008, is 48 kilometer lang en loopt van Berwick-upon-Tweed naar Cockburnspath.